# Escordiscos

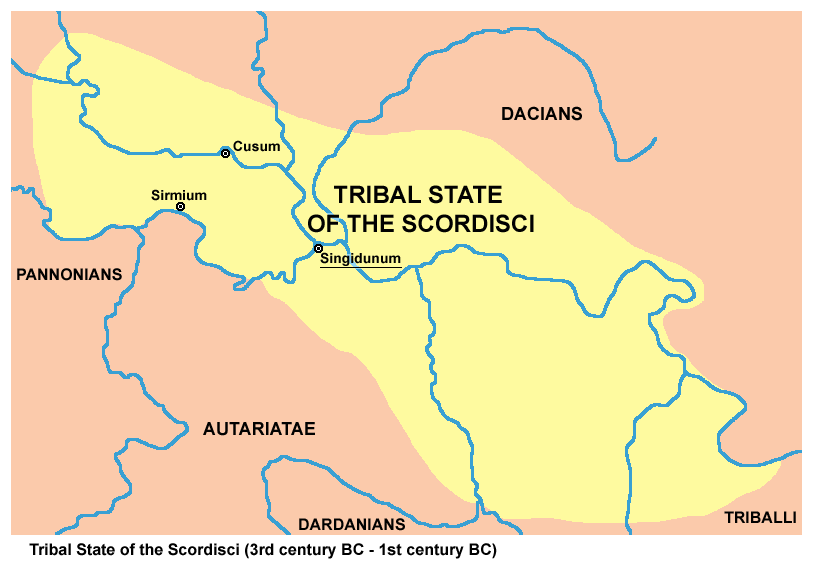

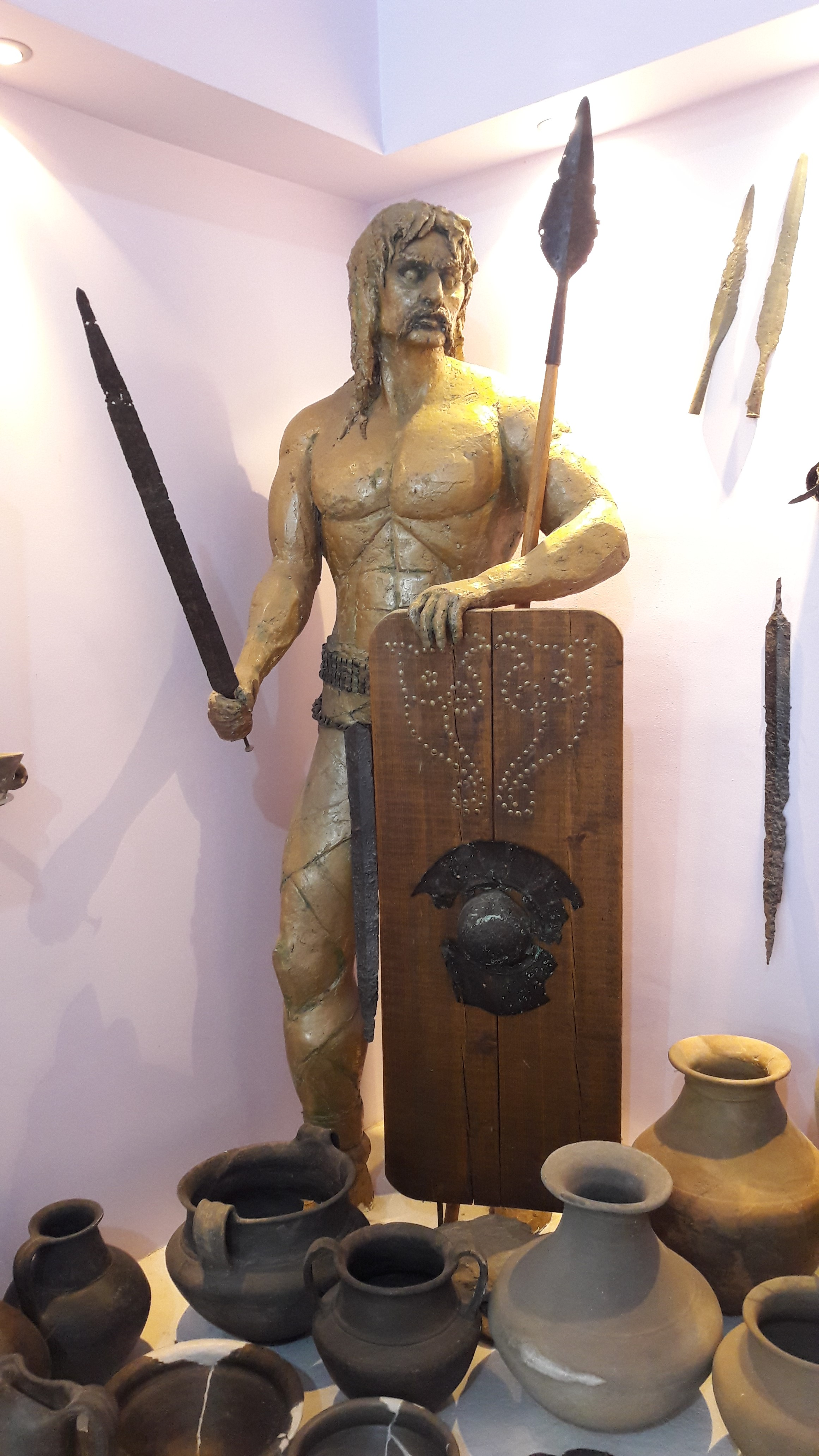
Guerrero escordisco en el museo nacional en Požarevac

Los escordiscos (en griego Σκορδίσκοι) eran una tribu de la Panonia meridional, que comprendía partes de los actuales países de Austria, Croacia, Hungría, Serbia, Eslovenia, Eslovaquia y Bosnia-Herzegovina, entre los ríos Sava, Drava y Danubio. 
Su nombre tribal está ligado al nombre de la montaña Escordo (Montes Šar) situada entre Iliria y Peonia. No está claro si eran una tribu iliria, céltica o tracia, o un grupo mixto. Algunas autoridades romanas los consideraban tracios, mezclados con una población antigua traco-iliria.
En 279 a. C., tras sus enfrentamientos con los griegos, los escordiscos avanzaron hacia Panonia, estableciéndose en el punto donde terminan Mesia y los Balcanes, en la confluencia de los ríos Sava y Danubio, donde erigieron las fortalezas de Singidunum y Taurunum, fundando la actual ciudad de Belgrado.
Su expansión en la segunda mitad del siglo II a. C. parecía amenazar la provincia de Macedonia. En 175 a. C. entraron en colisión con los romanos por ayudar a Perseo, rey de Macedonia.
Cuando Macedonia llegó a ser una provincia romana, los romanos llevaban muchos años luchando contra ellos. 
En 135 a. C. fueron derrotados por Cosconio en Tracia.
En 118 a. C., según una lápida de piedra descubierta cerca de Tesalónica, Sexto Pompeyo, el procónsul de la provincia de Macedonia, probablemente el abuelo del triunviro, sufrió una derrota luchando contra ellos cerca de Stobi y perdió la vida. En 114 a. C., los escordiscos sorprendieron y aniquilaron al ejército de Cayo Porcio Catón en las montañas occidentales de Serbia. Fueron vencidos  por Minucio Rufo en 107 a. C. En 112 a.c. se enfrentaron a la invasión de los cimbrios y teutones.
No obstante, todavía siguieron ocasionando problemas a los gobernadores romanos de Macedonia, cuyo territorio invadieron en alianza con los medos y los dardanios. Llegaron incluso hasta Delfos y saquearon el templo de Apolo, pero Lucio Cornelio Escipión Asiático los venció definitivamente en 88 a. C. y los hizo cruzar el Danubio.
En la época de Estrabón habían sido expulsados del valle del Danubio por los dacios, de cuyo rey Berebistas habían sido aliados. Los escordiscos fueron sometidos posteriormente por estos.